# Disclisioprocta foedata
Disclisioprocta foedata là một loài bướm đêm trong họ Geometridae.